# 柴橋正直
柴橋 正直（しばはし まさなお、1979年〈昭和54年〉7月3日 - ）は、日本の政治家。岐阜市長（2期）。衆議院議員（1期）、民主党岐阜県連代表などを歴任。

## 来歴
京都市中京区新京極生まれ。2歳で兵庫県神戸市に移り住む。1988年、8歳で岐阜県本巣郡北方町に転居。岐阜県は父親が牧師になってからの最初の赴任地であった。同郡糸貫町で育つ。糸貫町立一色小学校（現・本巣市立一色小学校）、糸貫町立糸貫中学校（現・本巣市立糸貫中学校）卒業。1998年、岐阜県立岐阜高等学校卒業。2002年、大阪大学文学部人文学科卒業後、UFJ銀行入行。
2003年1月、小沢一郎政治塾に3期生として入塾。2004年8月、小沢塾を修了。同年10月、UFJ銀行を退職し、11月、民主党岐阜県連の衆議院議員岐阜1区候補者公募に応募。生計を立てるため、学習塾講師として勤務。
2005年3月、審査の結果、6人の応募者の中から公認候補者の内定を得る。同年9月11日に行われた第44回衆議院議員総選挙に民主党公認で岐阜1区から立候補するも、野田聖子・佐藤ゆかりの刺客騒動に完全に埋没し、落選（小泉劇場）。
2009年8月の第45回衆議院議員総選挙で現職閣僚であった野田を破り、初当選を果たした（野田も比例復活で当選）。2010年の民主党代表選では菅直人を支持。民主党岐阜県連副代表に就任。
2011年8月26日、菅直人首相が民主党代表辞任を正式に表明。菅の辞任に伴う代表選挙（8月29日投開票）では野田佳彦の推薦人に名を連ねた。
2012年12月の第46回衆議院議員総選挙では野田に敗れ、比例復活も出来ずに落選。2013年8月3日、「政治活動の原点に戻りたい」として、民主党岐阜県連代表を辞職して民主党を離党することを表明した。同年9月2日、県連に離党届を提出。10月6日、県連は柴橋の離党を受理。

### 2014年岐阜市長選挙
2014年2月2日に行われた岐阜市長選挙に無所属で立候補するも、現職の細江茂光市長に僅差で破れ次点で落選。
※当日有権者数：331,195人 最終投票率：38.93%（前回比：pts）
| 候補者名 | 年齢 | 所属党派 | 新旧別 | 得票数   | 得票率 | 推薦・支持 |
| -------- | ---- | -------- | ------ | -------- | ------ | ---------- |
| 細江茂光 | 65   | 無所属   | 現     | 51,713票 | 40.47% |            |
| 柴橋正直 | 34   | 無所属   | 新     | 50,206票 | 39.29% |            |
| 浅野裕司 | 59   | 無所属   | 新     | 25,861票 | 20.24% |            |

同年春、学習塾ひかりキッズを設立。また、一般社団法人岐阜創発研究会代表理事、岐阜県ジョギング協会会長、岐阜城山上石垣整備推進協議会副代表、NPO法人わかばスポーツライフ理事などに就任。

### 2018年岐阜市長選挙
2018年1月28日に行われた岐阜市長選挙で6人の候補者を破り初当選した。経緯は以下のとおり。
2017年
- 3月28日 - 柴橋は岐阜市内で開いた後援会の会合で、翌年の市長選への出馬の意向を表明[17]。
- 6月1日 - 自民党県連青年局長をつとめる県議会議員の長屋光征が市長選への出馬の意向を固めたことが明らかとなった[18]。
- 6月6日、製菓会社社長の中西謙司が市長選への意向を表明。自民党籍のある中西は同党に推薦を依頼する考えを示した[19]。
- 8月28日 - 柴橋は市役所で記者会見し、無所属で立候補する意向を正式に表明。政党の推薦は求めないと述べた[20]。
- 9月12日 - 自民党岐阜市支部は市長選の推薦候補者を決める選考委員会開いた。かつて野田聖子衆議院議員の秘書を務めた長屋であったが、その長屋に野田側は出馬再考を促した[21]。
- 9月29日 - 現職の細江茂光市長が定例会見で不出馬を表明[22]。
- 9月30日 - 自民党岐阜市支部は中西を県連に推薦依頼することを決定。これにより同党候補は一本化され、長屋は立候補を断念した[23]。

2018年
- 1月28日 - 岐阜市長選挙執行。候補者は過去最多の7人。自民党と県農政連の推薦、公明党の支持を受けた中西を約3万4000票差で下し、初当選を果たした。投票率は36.35％[24]。
- 2月1日 - 自民党推薦候補が大差で敗れたことを受け、自民党岐阜市支部執行部会役員7名が辞任届を提出[25]するも、玉田和浩会長は「責任は全員にある」として不受理とし、自身の辞任も否定した[26]。
- 2月24日 - 市長就任[27]。

※当日有権者数：336,969人 最終投票率：36.35%（前回比：-2.58pts）
| 候補者名   | 年齢 | 所属党派 | 新旧別 | 得票数   | 得票率 | 推薦・支持                         |
| ---------- | ---- | -------- | ------ | -------- | ------ | ---------------------------------- |
| 柴橋正直   | 38   | 無所属   | 新     | 64,598票 | 53.39% |                                    |
| 中西謙司   | 56   | 無所属   | 新     | 30,074票 | 24.86% | （推薦）自由民主党、（支持）公明党 |
| 棚橋保之   | 37   | 無所属   | 新     | 8,263票  | 6.83%  |                                    |
| 吉田里江   | 52   | 無所属   | 新     | 7,017票  | 5.80%  |                                    |
| 小森忠良   | 59   | 無所属   | 新     | 5,140票  | 4.25%  |                                    |
| 森下満寿美 | 57   | 無所属   | 新     | 4,566票  | 3.77%  | （推薦）日本共産党                 |
| 中根理記   | 69   | 無所属   | 新     | 1,329票  | 1.10%  |                                    |

### 2022年岐阜市長選挙
2021年9月13日、市議会本会議で翌年行われる市長選挙への立候補を表明。
2022年1月30日告示、2月6日投開票の市長選挙では自民・公明・立憲・国民各党の推薦を受け新人3候補を大差で下し再選を果たした。
※当日有権者数：336,969人 最終投票率：24.82%（前回比：-11.53pts）
| 候補者名 | 年齢 | 所属党派 | 新旧別 | 得票数   | 得票率 | 推薦・支持                                     |
| -------- | ---- | -------- | ------ | -------- | ------ | ---------------------------------------------- |
| 柴橋正直 | 42   | 無所属   | 現     | 71,436票 | 87.36% | 自由民主党・公明党・立憲民主党・国民民主党推薦 |
| 丹原美穂 | 67   | 無所属   | 新     | 6,449票  | 7.89%  |                                                |
| 黒岩潤   | 41   | 無所属   | 新     | 2,781票  | 3.40%  |                                                |
| 中根理記 | 73   | 無所属   | 新     | 1,107票  | 1.35%  |                                                |

## 政策・主張
- 日本軍の「慰安婦」強制を否定[29]。
- 永住外国人への地方参政権付与について、反対の立場をとる。議員当選以前から「付与により結果的に得をする団体が存在し、その団体がこれ以上拡大することは日本にとって望ましくない」[30]、「どちらかと言えば反対」[31]と主張。また国会議員としても「参政権が欲しければ帰化すればよい」[32]、「憲法違反。重要な地域で国益に反する行動がとられる危険性がある」[33]と主張するなど、付与法案成立反対の立場を貫いている。
- 韓国の戦争被害者の補償について、反対の立場をとる。2010年7月7日、仙谷由人官房長官が記者会見で、日韓戦後処理は不十分であり、日韓請求権協定により個人の請求権は消滅したものの、戦争被害者への個別補償を行うべきだとの考えを示した際[34]、自身のブログで「1965年の日韓基本条約で解決済みにもかかわらず、わざわざ個人補償まで検討する理由は何なのか？」と批判した。また、「今回の“おわび”は、後世に禍根を残す重大な変更であり、断じて看過できない。外国人参政権、夫婦別氏に続いての“おわび”を見るにつけ、我が党の諸先輩に向かって苦言を呈したくはないが、日本をどうしたいのか？と迫りたくもなる」と主張した[35][36]。
- 2019年6月6日、旧岐阜市立徹明小学校の校舎を利用して、不登校の中学生対象の特例校を2021年春に開校する計画案を明らかにした。特例校は全国に12校あり、県内には私立校が1校あるが（揖斐川町の西濃学園中学校）、公立は初めてとなる[37]。学校の名称はその後、岐阜市立草潤中学校に決まった[38][39]。
- 2019年9月3日、市議会定例会において、市内の小中学校などの体育館にエアコンを設置すると発表した[40]。72館すべてにエアコンを導入する方針。2020年度末までに15館に整備する予定[41]。
- 2023年10月17日、クリスチャン政治家団体「オリーブの会」会長名義にて2023年パレスチナ・イスラエル戦争への声明を発表。ハマースによる奇襲をテロと非難すると共に「イスラエルの側に立つ」と宣言した[42]。大量の民間人犠牲者を出したイスラエル国防軍の軍事作戦を正当化しているとの批判に対し柴橋は「イスラエル・パレスチナ双方の、そして世界の恒久平和を祈るものだ」と弁明している[43][44]。

## 人物
- 父親は会社員で岐阜県本巣市の単立イエス・キリスト本巣教会の牧師[45][46]。
- 柴橋自身もキリスト教信者である。2012年の衆院選の落選について、「もともと、神様がやれと言ったのでこの仕事に入ったが、あまりに反応が悪いので、『こんなに一生懸命やって理解されないのなら、やってられない』とも思った」「神様との一致がなかった」と述べた[47]。
- 兵庫県高砂市に本部がある「日本を愛するキリスト者の会」の理事を務める[48][49]。
- 高校から大学時代は歴史学者になる事を志していた。漫画日本の歴史を読んだ事がきっかけ[50]。
- 2009年、当時党代表であった小沢一郎の西松建設事件で揺れた際、当時の柴橋は浪人中の一候補者の身でありながら、5月7日、小沢と直接対談し、代表辞任を求めた[51][52][53][54]。その4日後の5月11日、小沢は代表辞任を表明した。
- 2010年9月14日に行われた民主党の代表選挙では、小沢塾出身者でありながら、菅直人を支持することを自身のブログで表明した。また、2009年に小沢に代表辞任を求めた以後、小沢の側近から「パージ」され、以後会合に呼ばれなくなった[54]ことを明かした。さらに、「率直な意見すら許されない、意に反する者はパージする。菅総理の意見交換会に顔を出すなというグループの指令は、そのグループの体質を如実に表しています。自分たちの復権のために、国民不在の政局にひた走るグループに、日本の再建は任せられません。」と、小沢グループを強く批判した[53]。
- 2024年5月下旬、公務をせずにイスラエルを訪問した事が問題視され、「岐阜・九条の会」から「自らの信仰に基づいて一方的にイスラエルを擁護している。政府や国連の方針とも相いれない」と批判を受けた[要出典]。
- 2025年2月7日の会見で、慢性リンパ性白血病に罹患している事を公表した。2023年に定期健康診断で発症している事が判明し、医師からはステージ0の診断を受けた。2025年1月から服薬による治療を開始しており、公務には支障がない旨の認識も明らかにしている[55]。